# Mălina Olinescu
Mălina Olinescu (Bucarest, 29 de enero de 1974 - ibídem, 12 de diciembre de 2011) fue una cantante rumana de música pop. Representó a su país en el Festival de Eurovisión 1998.

## Biografía
Mălina Olinescu nació en una familia de artistas: su madre, Doina Spătaru, fue una cantante consagrada de Rumania, familiar de Dan Spătaru, y su padre, Boris Olinescu, fue un aclamado actor en los años sesenta. Mălina Olinescu amaba la música y empezó a cantar a los 5 años de edad, participando en numerosos festivales y luego con el coro de la escuela secundaria.
Desde 1993, después de graduarse en el Liceo de Filología Iulia Hasdeu, Mălina cantó en programas de televisión de Bucarest. En 1995 participó en el festival de música pop Aurelian Andreescu, donde ganó el primer premio.
Un año después, tuvo la oportunidad de ser parte de un equipo de talentosos cantantes en el aclamado programa de televisión Școala Vedetelor (‘estrellas de la escuela’). Con este equipo la cantante realizó numerosos conciertos en todo el país. Este período marcó el trampolín de Mălina hacia la música y su oportunidad de ganarse un público de todas las edades.
En 1996 participó en el festival de música en Mamaia, donde obtuvo el tercer premio en Interpretación.
En 1997, en el mismo festival se reunió con el compositor Adrian Romcescu, y ganó el primer premio con la canción «Mi-e dor de tine» (‘te extraño’). Ese mismo año (1997) Mălina ganó el primer premio en el prestigioso festival Cerbul de Aur (‘ciervo de oro’).
En 1998 ganó la selección nacional de Eurovisión y viajó a Birmingham (Reino Unido), donde representó a Rumanía. Se presentó con la canción "Eu cred" (‘yo creo’), del compositor Adrian Romcescu. Con seis puntos (todos los cuales procedían de Israel), quedó en el lugar n.º 22, ganándole a los representantes de Hungría, Francia y Suiza.El periodista español Uribarri afirmó que el vestido que Mălina Olinescu llevaba en Eurovisión se lo había hecho a mano una tía suya que vivía en El Álamo (Madrid).
Ese mismo año (1998) ganó el tercer premio con su colega y compositor Adrian Despot en el Festival Mamaia, con la canción «Pot să zbor» (‘yo puedo volar’).
En 2000, junto con el presentador Peter Magdin dirigió el programa Întâlnirea de la miezul nopții (‘reunión de medianoche’) por canal TVR.
Con carácter modesto, pero abierto y amistoso, Mălina Olinescu dejó gradualmente la música. Su público la recibió siempre con mucha calidez. Disfrutó de amigos cercanos y hermosos lugares donde tuvo la oportunidad de viajar en su tiempo libre. En 2008 se divorció de su primer esposo, Dan Stesco, músico de la banda Compact, e intentó suicidarse.Desde entonces sufrió de depresión.

## Muerte
Según la prensa rumana, en la noche del domingo 11 de diciembre de 2011, Mălina (37) discutió con su novio Sebastian Sebi Gabriel (25) en el apartamento de Olinescu que compartían desde hacía un año en el sexto piso de un edificio en
el barrio Gării de Nord, en Bucarest.Tras dejar la ropa de Sebi y el perro de ambos en el zaguán del apartamento, ya en la madrugada del lunes se suicidó tirándose desde el balcón del sexto piso del edificio en el que vivía, en el barrio Gării de Nord, en Bucarest.Calin Geambasu, buen amigo de la artista, dijo que se suicidó después haber roto con su novio. La artista fue enterrada en el cementerio Sfânta Vineri (Santo Viernes).

## Discografía
- En 1997 lanzó su primer álbum Ready For You, un álbum de autor, con canciones en idioma inglés compuestas por Ștefan Elefteriu.
- En 1999 lanzó el álbum Pot să zbor (‘yo puedo volar’). Para este disco, Mălina trabajó con compositores de la talla de Andrei Kerestely, Adrian Despot y Adrian Romcescu.
- Cantó canciones para niños en el álbum Cutiuța muzicală (‘caja de música’), de varios intérpretes.